# Constand Viljoen
Constand Laubscher Viljoen (Standerton, 28 de octubre de 1933-Ohrigstad, 3 de abril de 2020) fue un militar y político sudafricano que desempeñó un papel destacado durante los últimos años del apartheid y los primeros años de la etapa democrática.

## Biografía y años en el ejército
Viljoen se matriculó en el Standerton High School en 1951. Se unió a las Fuerza de Defensa de Sudáfrica y consiguió una licenciatura en ciencias en la Universidad de Pretoria en 1955.
En 1977, el general Viljoen se convirtió en jefe del ejército sudafricano y en 1980 fue nombrado por el presidente Pieter Willem Botha jefe de las Fuerzas de Defensa de Sudáfrica. Bajo su mando, las tropas sudafricanas se involucraron directamente en la guerra civil angoleña. En 1985, el general Viljoen se jubiló de sus labores militares y se retiró para trabajar a tiempo completo en su granja del distrito de Ohrighstad en la actual provincia de Mpumalanga.

## Transición democrática
Volvió a la vida pública cuando en 1993 se convirtió en el líder de una coalición de partidos de derecha nacionalistas afrikáners llamada Frente del Pueblo Afrikáner, Viljoen era un ferviente opositor a la democracia unitaria. Mandela se había propuesto celebrar las primeras elecciones libres en Sudáfrica, y para ello necesitaba que Viljoen y su aliado zulú Mangosutu Buthelezi participarán en las elecciones. Pero después de la crisis de Bophuthatswana de 1994, Viljoen se reunió con Nelson Mandela  y este le convenció de que la situación era insostenible y entonces Viljoen inscribió a su partido el Frente de la Libertad para competir en las Elecciones generales de Sudáfrica de 1994.

## Vida después de la transición
Después de la transición y las elecciones, Viljoen siguió siendo el líder del Frente de la Libertad hasta 2001 cuando fue sucedido por Pieter Mulder, entonces se retiró de la vida pública y mantuvo una vida totalmente privada.
Falleció en su granja de Ohrigstad el 3 de abril de 2020 a la edad de 86 años.